# Famille de Mensdorff-Pouilly
 (juin 2007).

Armoiries des comtes de Mensdorff-Pouilly.

La famille de Mensdorff-Pouilly est une famille subsistante originaire de Pouilly, en Lorraine, et installée en Autriche depuis la Révolution française. Elle est une branche cadette de la famille de Pouilly dont de nombreux membres furent barons du même lieu dès 1397.
En 1869, le comte Alexandre de Mensdorff-Pouilly obtint le titre de prince Dietrichstein ; cette lignée princière de Mensdorff-Pouilly-Dietrichstein s'éteint en 1964.

## Histoire
Originaire de Pouilly-sur-Meuse, une commune rurale située à une trentaine de kilomètres au sud-est de Sedan, en Lorraine, la dynastie a pour ancêtre commun Aubertin de Pouilly, cité pour la première fois en 1418. Sa descendance se répartit en plusieurs branches. Une branche cadette s'est établie à Inor ; elle est restée fidèle aux ducs de Lorraine et compta en particulier sept gouverneurs de Stenay.

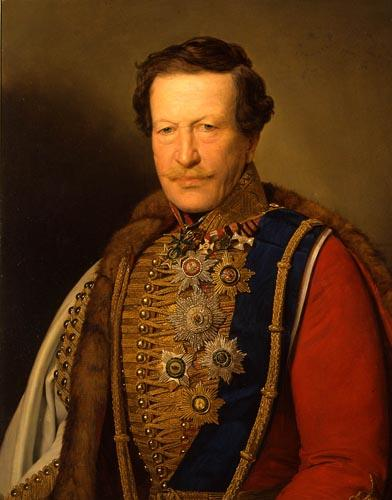
Emanuel de Mensdorff-Pouilly, portrait de Ferdinand Georg Waldmüller (1839).

Cette branche donna naissance aux Mensdorff-Pouilly, émigrés à la Révolution : Albert Louis de Pouilly, comte de Roussy (1731-1795), maréchal de camp et député de la noblesse aux États généraux de 1789, et sa femme Marie-Antoinette née de Custine (1746-1800) quittèrent le royaume de France avec leurs enfants en 1790. Nommé commandeur de Saint-Louis, Pouilly est envoyé à la cour de Frédéric-Guillaume II, roi de Prusse, à Berlin comme représentant des princes français, et il accompagne le roi prussien dans une campagne en 1792 en Argonne. Ses deux fils, Albert (1775-1799, mort à la bataille de la Trebbia en Italie) et Emmanuel (1777-1852) prirent le nom de Mensdorff (du nom d'un village du comté de Roussy, au nord de Thionville) et exercèrent par la suite de hautes responsabilités dans la monarchie de Habsbourg.
Le titre de comte de Mensdorff-Pouilly (Graf von Mensdorff-Pouilly) fut collationné à Vienne le 29 novembre 1818 en faveur d'Emanuel, major général dans l'armée autrichienne et chevalier de l'ordre militaire de Marie-Thérèse. Il avait épousé en février 1804 la princesse Sophie de Saxe-Cobourg-Saalfeld (1778-1835), sœur du futur roi Léopold Ier de Belgique et tante de la reine Victoria de Grand-Bretagne. Le 7 décembre 1839, il a été désigné membre des États de Bohême en tant que seigneur du château de Preitenstein à Nečtiny. Les armoiries de Mensdorff-Pouilly, chambellan, Geheimer Rat, maréchal de camp et vice-président du Hofkriegsrat, furent rectifiées à Vienne le 26 mars 1844.

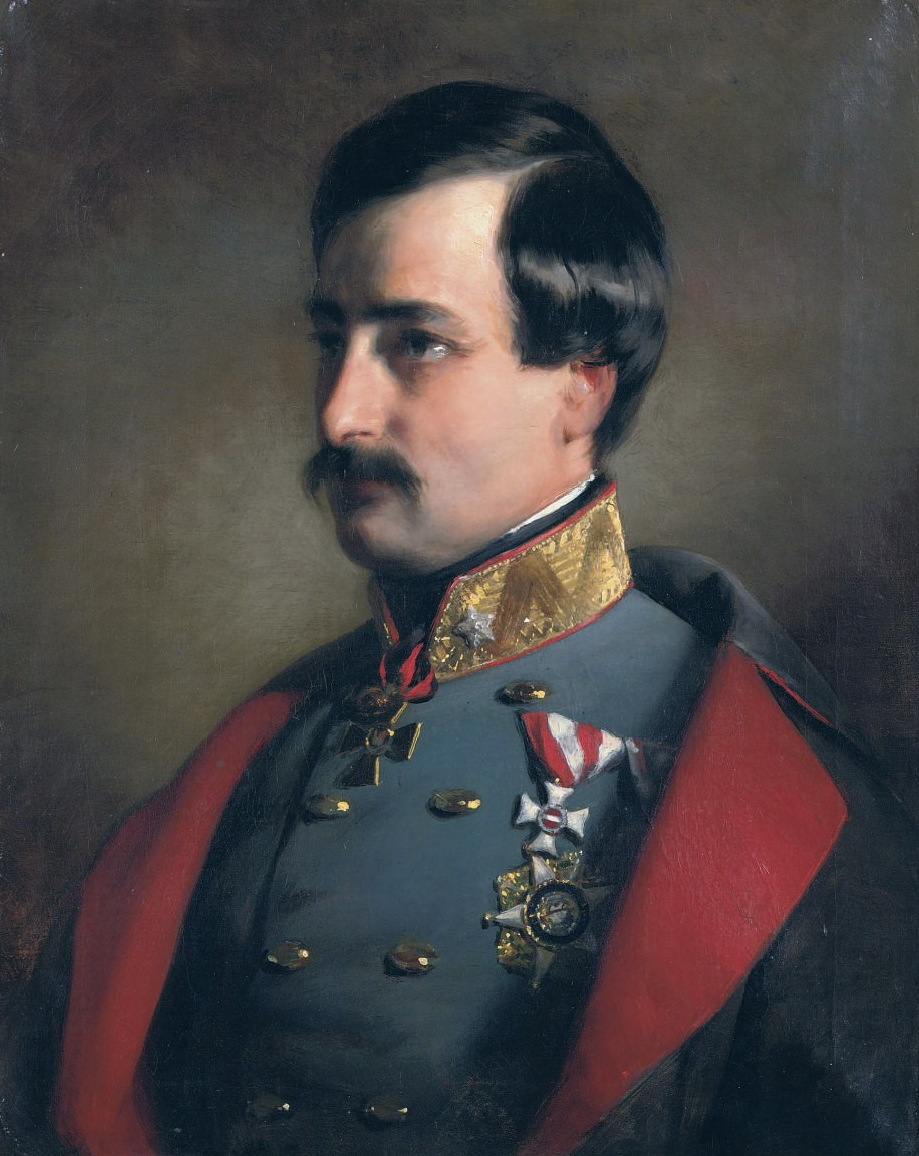
Alexandre de Mensdorff-Pouilly, portrait de Friedrich von Amerling (XIXe siècle).

Le titre autrichien de prince Dietrichstein zu Nicolsbourg (Fürst von Dietrichstein zu Nikolsburg) avec la qualification de Durchlaucht (Altesse Sérénissime) fut porté par le comte Alexandre de Mensdorff-Pouilly (1813-1871), fils d'Emanuel, à la suite de son mariage avec la comtesse Alexandrine von Dietrichstein (1824-1906), héritière du prince Joseph von Dietrichstein et petite-fille du prince Franz Joseph von Dietrichstein, le 23 décembre 1868 (diplôme du 20 mars 1869). Le titre comtal de Mensdorff-Pouilly-Dietrichstein fut collationné pour les enfants nés postérieurement le 26 février 1887 (diplôme daté de Vienne du 6 avril 1887). Le fidéicommis (composé des possessions acquises par héritage de la maison princière de Dietrichstein) de Nicolsbourg en Moravie avec Thiergarten en Basse-Autriche et les possessions à Vienne fut fondé le 28 mai 1889. Les Mensdorff-Pouilly furent membres héréditaires de la Chambre des seigneurs (Herrenhaus) du Reichsrat autrichien dès 14 juin 1907.
Le fils aîné d'Alexander, le prince Hugo Alfons Dietrichstein (1858-1920), fut un général et diplomate autrichien. Il hérita de son père en 1871 du titre princier de Dietrichstein-Nikolsburg, avec le prédicat d'Altesse Sérénissime (Durchlaucht). Cette lignée princière s'éteint néanmoins à la mort de son fils en 1964.
Le fils cadet d'Alexander, le comte Albert von Mensdorff-Pouilly-Dietrichstein (1861-1945) fut un diplomate austro-hongrois qui joua un rôle diplomatique important avant et pendant la Première Guerre mondiale.
Alfons Friedrich Mensdorff-Pouilly, frère aîné d'Alexander Mensdorff-Pouilly, a fondé la branche comtale qui a survécu jusqu'à aujourd'hui. Ses fils sont Alfons Vladimir Mensdorff-Pouilly et Emanuel Mensdorff-Pouilly.
Alfons Vladimír Mensdorff-Pouilly a été maire de Boskovice, où il a encouragé la création d'un lycée, qui est toujours l'un des 20 meilleurs en mathématiques de la République tchèque.
Il a eu quatre fils dont les descendants sont encore en vie aujourd'hui. Deux de ses fils ont défendu la Tchécoslovaquie contre le nazisme en signant la Déclaration des représentants de la noblesse tchèque pour la défense de l'État et de la nation tchécoslovaques en 1939.
L'un des descendants d'Alfons Vladimir Mensdorff-Pouilly, Alfons Mensdorff-Pouilly, a été accusé en Autriche d'avoir corrompu les gouvernements autrichien, tchèque et hongrois à hauteur de 13 millions d'euros pour l'achat d'avions de chasse Gripen. Le tribunal l'a ensuite acquitté en déclarant : "Ça pue, mais ça pue un peu".

## Résidences
- Château de Nicolsbourg, en Moravie ;
- Château de Boskovice, en Moravie ;
- Château de Preitenstein à Nečtiny, en Bohême ;
- Château de Spielberg à Langesntein, en Haute-Autriche ;
- Palais Dietrichstein, sis 3 Minoritenplatz à Vienne.

## Pour approfondir